# Unterstützungskommando 5
Das Unterstützungskommando 5 war ein Unterstützungskommando des Heeres der Bundeswehr mit Sitz des Stabes zuletzt in Ludwigsburg.
Der Großverband wurde 1985 ausgeplant und 1993 aufgelöst. Das Unterstützungskommando unterstand dem Befehlshaber im Wehrbereich V. Hauptaufgabe war die Unterstützung der US-amerikanischen Streitkräfte bei der Mobilmachung im Rahmen des Wartime Host Nation Support (WHNS).

## Auftrag
Hauptaufgabe des Unterstützungskommandos 5 war die Erfüllung der Pflichten aus dem WHNS-Vertrag zwischen der Bundesrepublik Deutschland und den Vereinigten Staaten im Wehrbereich IV. Konkret war dies Unterstützung des VII. US-amerikanischen Korps und ggf. weiterer (insbesondere kanadischer) aus Übersee herangeführter NATO-Reserven bei der Mobilmachung im Rahmen des Rapid Reinforcement Concept und bei der Aufrechterhaltung der Operationsfreiheit im Südwesten des Operationsgebietes der Central Army Group Hauptziel des Unterstützungskommandos. Dazu arbeitete das Unterstützungskommando mit dem 2nd Corps Support Command (COSCOM) der amerikanischen Streitkräfte in Nellingen (Ostfildern) zusammen.
Das Unterstützungskommando leistete Unterstützung beim Betrieb einer Vielzahl Depots in Westdeutschland und im unmittelbar angrenzenden Ausland, in denen alliiertes Wehrmaterial wie Fahrzeuge, Waffen und Munition bis zum Eintreffen der aus Übersee herangeführten Truppen eingelagert war. Das Unterstützungskommando unterstützte bei der Sicherung der Depots und  bei der Wartung des eingelagerten Wehrmaterials. Die Begleitbatterien schützten auch vor dem Hintergrund der nuklearen Teilhabe die US-amerikanische Sondermunition. Die zahlreichen unterstellten Logistikverbände sollten im Fall der Mobilmachung die herangeführten Truppen und das Wehrmaterial aus den Depots in die von deutscher Seite eingerichteten Mobilmachungsstützpunkte oder Verfügungsräume transportieren und dort und den Nachschub mit Munition, Betriebsstoffen und anderem Material zur Herstellung der Kampfbereitschaft sichern. Bei Übungen wie REFORGER wurde regelmäßig die Verlegung nach Europa, die Zusammenarbeit zwischen deutschen und verbündeten Streitkräften und die schnelle Herstellung der Kampfbereitschaft in Deutschland geübt.
Das Unterstützungskommando bestand wie die meisten Truppenteile des Territorialheers im Frieden nur aus wenigen aktiven Soldaten und Zivilisten. Die Friedensstärke betrug ca. 100 aktive Soldaten und 80 Zivilbeschäftigte. Erst im Verteidigungsfall wäre das Unterstützungskommando durch die Einberufung von Reservisten, die Mobilmachung von eingelagertem Wehrmaterial und die Einberufung von rund 2.500 Kraftfahrzeugen nach dem Bundesleistungsgesetz zu seiner vollen Sollstärke von rund 12.000 Soldaten aufgewachsen, die etwa der Personalstärke von zwei Brigaden entsprach.

## Geschichte

### Aufstellung
Zum 15. Dezember 1986 wurde das Unterstützungskommando 5 als erstes der sechs Unterstützungskommandos zur Erfüllung der sich für Deutschland aus dem WHNS-Vertrag ergebenden Pflichten in Ludwigsburg auf Grundlage des Organisationsbefehls Nr. 565 / 85 (H) vom 4. Juni 1985 ausgeplant. Das Unterstützungskommando 5 wurde dem Wehrbereichskommando IV mit Sitz des Stabes in Mainz unterstellt. Es war somit Teil des Territorialheeres.

### Übungen
Das Unterstützungskommando 5 und Teile der unterstellten Truppenteile nahmen an dreizehn Übungen, überwiegend unter amerikanischer Führung oder zumindest mit amerikanischer Beteiligung, teil. Drei Übungen fanden in den Vereinigten Staaten statt. In 39 dienstlichen Veranstaltungen, zwei Planübungen, 94 Kurzwehrübungen und 32 Truppenwehrübungen wurden 5.400 Reservisten aus- und weitergebildet. Die bekanntesten Übungen in Westdeutschland waren die REFORGER Manöver, in denen der Aufmarsch alliierter und deutscher Truppen geübt wurde.

### Auflösung
Durch die Entspannung der Sicherheitslage nach dem Ende des Kalten Krieges, nach der Auflösung des Warschauer Pakts und der Lockerung der NATO-Kommandostruktur in Europa verlegte das VII. US-amerikanische Korps Anfang 1992 in die Vereinigten Staaten und wurde dort aufgelöst. Seine Unterstützung war daher nicht mehr erforderlich. Daher wurde das Unterstützungskommando am 14. Dezember 1992 bei einem feierlichen Appell durch den Befehlshaber im Wehrbereich V förmlich von seinem Auftrag entbunden. Am 10./11. September 1993 wurde die letzte Kurzwehrübung des Stabes und der Stabskompanie mit Abschlussappell durchgeführt. Die Auflösung erfolgte aufgrund Organisationsbefehl Nr. 1890 / 93 (H) vom 14. April 1993 mit Wirkung zum 31. Dezember 1993.
Nach Auslaufen des WHNS-Programms wird die Unterstützung der NATO oder anderer befreundeter Streitkräfte heute im Wesentlichen im Rahmen des Host Nation Support (HNS) durch das Kommando Territoriale Aufgaben der Bundeswehr koordiniert.

## Gliederung

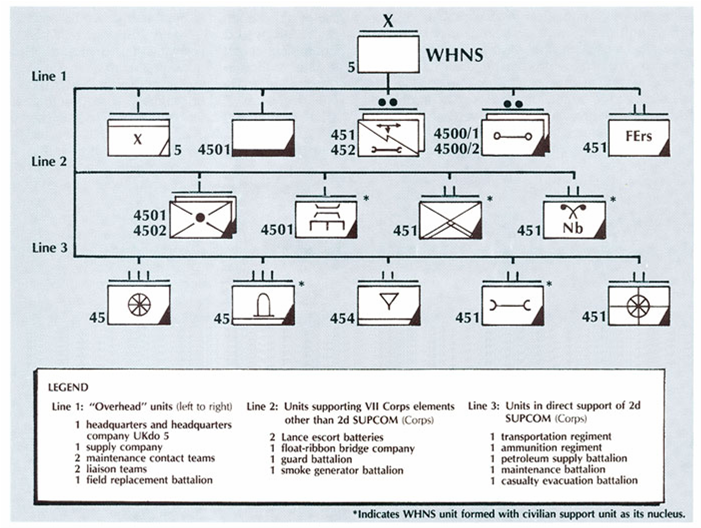
Gliederung des Unterstützungskommandos 5 in amerikanischen Unterlagen

Das Unterstützungskommando gliederte sich um 1989 in:
- Stab/Stabskompanie Unterstützungskommando 5 (teilaktiv), Ludwigsburg
  - Verbindungskommandos 4500/ 1 (GerEinh), Ludwigsburg
  - Verbindungskommando 4500/ 2 (GerEinh), Ludwigsburg
  -  Instandsetzungslenkgruppe 451, Walldürn
  -  Instandsetzungslenkgruppe 452, Bad Mergentheim
  - Versorgungskompanie 4501 (GerEinh), Schorndorf
  - Sicherungsbataillon 451 (GerEinh), Walldürn
  - Begleitbatterie 4501 (GerEinh), Fürth
  - Begleitbatterie 4502 (GerEinh), Alzenau
  - Schwimmbrückenkompanie 4501 (GerEinh), Bruchsal
  - ABC-Abwehrbataillon (Nebel) (zum großräumigen Einsatz von Nebelstoffen) 451 (GerEinh), Philippsburg
  - Instandsetzungsbataillon 451 (GerEinh), Urbach
  - Krankentransportbataillon 451 (GerEinh), Fürth
  - Nachschubbataillon (Betriebsstoff) 454 (GerEinh), Urbach
  - Feldersatzbataillon 451 (GerEinh), Bietigheim-Bissingen
  - Nachschubregiment 45
    - Stab/Stabskompanie Nachschubregiment 45 (GerEinh), Bad Mergentheim
    - Nachschubbataillon (Munition) 451 (GerEinh), Elztal (nur provisorisch)
    - Nachschubbataillon (Munition) 452 (GerEinh), Bad Mergentheim
    - Nachschubbataillon (Munition) 453 (GerEinh), Walldürn

  - Transportregiment 45
    - Stab/Stabskompanie Transportregiment 45 (GerEinh), Waldenburg
    - Transportbataillon 451 (GerEinh), Waldenburg
    - Transportbataillon 452 (GerEinh), Elztal (nur provisorisch)
    - Transportbataillon 453 (GerEinh), Fürth
    - Transportbataillon 454 (GerEinh), Elztal (nur provisorisch)

## Verbandsabzeichen

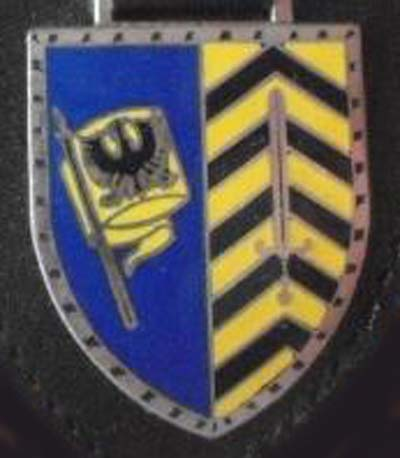
Internes Verbandsabzeichen des Stabes/Stabskompanie

Das Unterstützungskommando 5 führte aufgrund seiner Ausplanung als überwiegend nicht aktiver Truppenteil kein eigenes Verbandsabzeichen. Die wenigen aktiven Soldaten trugen daher das Verbandsabzeichen des übergeordneten Wehrbereichskommandos.
Als „Abzeichen“ wurde daher unpräzise manchmal das interne Verbandsabzeichen des Stabes und der Stabskompanie „pars pro toto“ für den gesamten Großverband genutzt. Ähnlich wie im Ludwigsburger Wappen zeigte es rechts in Blau an schrägem Fahnenstock die goldene Reichssturmfahne mit dem rot bewehrten und rot bezungten schwarzen Adler.